# Ypestein

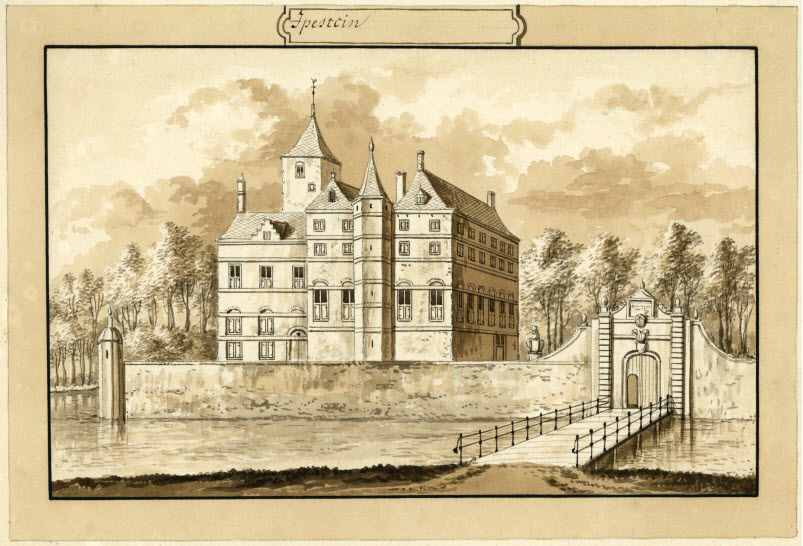
Huis Ypestein, circa 1720

Ypestein is een voormalig slot gelegen in de plaats Heiloo. Resten van het slot zijn te zien op het terrein van de Willibrordusstichting in Heiloo. Naar het slot is in Heiloo een woonwijk vernoemd. Naast slot Ypestein heeft in Heiloo ook het kasteel Ter Coulster gestaan.